# Кейланіемі (станція метро)
60°10′33″ пн. ш. 24°49′46″ сх. д. / 60.1758° пн. ш. 24.8295° сх. д.
Кейланіемі (фін. Keilaniemi metroasema, швед. Kägeludden metrostation) — одна з восьми станцій Гельсінського метрополітену, яка була відкрита 18 листопада 2017 року.
Станція розташована в районі Отаніемі у місті Еспоо, між станціями Койвусаарі до якої 2,3 км і Університет Аалто до якої 1,4 км. Кейланіемі найсхідніша станція метро в Еспоо.
Має 2 виходи на вулицю Кейланіементіє на якій знаходиться штаб-квартири компаній Microsoft Mobile та Rovio. Планований пасажирообіг — 20000 осіб.
- Пересадка на автобус 555.
- Конструкція: Односклепінна станція глибокого закладення з однією острівною платформою. Глибина закладення — 20 м[1]